# Эмильцин
Эмильцин (пол. Emilcin [ɛˈmilt͡ɕin]) — деревня в Польше, в гмине Ополе-Любельске, Опольского повята, Люблинского воеводства.
Расположена примерно в 6 км к востоку от г. Ополе-Любельске и в 40 км к западу от столицы воеводства Люблина.
Население — 221 человек (2011).
В Эмильцине установлен памятник в честь предполагаемого посещения деревни инопланетянами. Надпись на нём гласит, что в мае 1978 года здесь приземлился НЛО, но истина эта должна удивить жителей в будущем.